# Live-in Maid
Live-in Maid (Cama adentro) noto anche Señora Beba è un film del 2004 diretto da Jorge Gaggero.
Ambientato durante la crisi economica argentina, racconta l'evolversi del rapporto tra una donna ridotta in povertà e la sua cameriera.

## Trama
Beba è una donna facoltosa di Buenos Aires; sprofondata nella miseria a causa della crisi economica non è più in grado di pagare Dora, la cameriera che lavora a tempo pieno nel suo lussuoso appartamento da circa trent'anni.
Beba, orgogliosa, cerca di nascondere le sue difficoltà finanziarie, tenta di risollevarsi avviando un commercio porta a porta di cosmetici per il viso che si rivelerà fallimentare ed infine chiede aiuto inutilemente all'ex marito. Non le resta che vendere i suoi preziosi orecchini per pagare ciò che deve alla cameriera, a cui non vuole rinunciare, essendo l'unica persona "familiare" rimastale in seguito al divorzio e la lontananza della figlia che vive a Madrid.
Ricevuto il compenso, la cameriera decide ugualmente di andarsese, in cerca di un lavoro sicuro, che le permetta di completare i lavori di ristrutturazione della sua casa in periferia, dove ha investito i suoi risparmi durante i lunghi anni di sacrifici assieme al suo fidanzato, Victor.
Nel frattempo Beba non è più in grado di mantenersi e si trova costretta a dover affittare il suo appartamento, portando via con sé l'arredamento nella casa di Dora, a sorpresa, dove quest'ultima la invita a trascorrere la notte.

## Riconoscimenti
- 2005 - Sundance Film Festival
  - Premio speciale della giuria: World Cinema Dramatic
- 2005 - Toulouse Latin America Film Festival
  - Premio FIPRESCI: Jorge Garrero
- 2005 - Lleida Latin American Film Festival
  - Miglior attrice: Norma Aleandro
- 2006 - Premios ACE
  - Miglior personaggio: Norma Aleandro
  - Miglior primo film: Jorge Garrero
- 2006 - Argentine Film Critics Association
  - Miglior primo film: Jorge Garrero
  - Miglior attrice rivelazione: Norma Argentina